# Johnny Servoz-Gavin

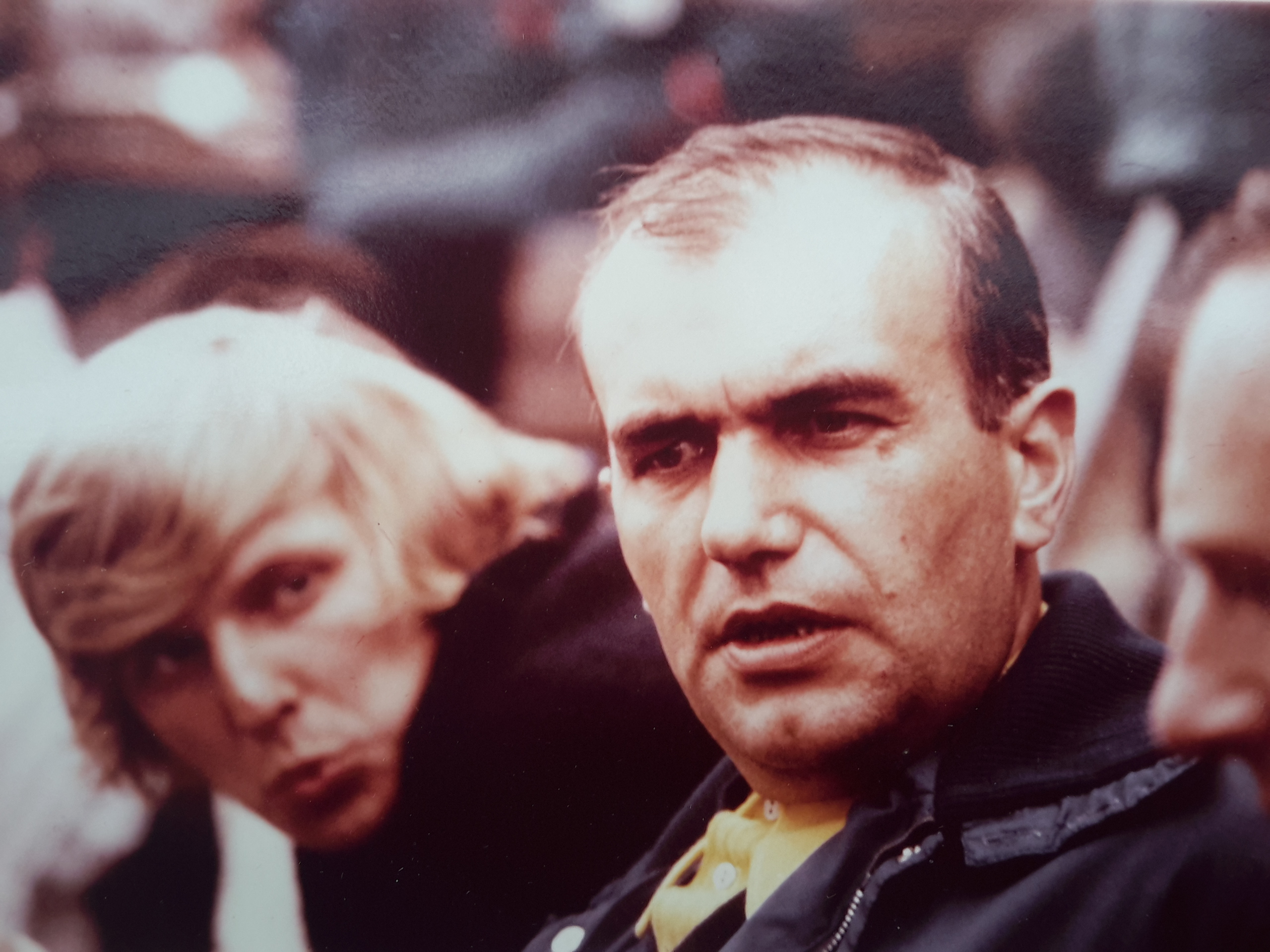
Servoz-Gavin (en segon pla) i George Martin a les 24 hores de Le Mans de 1969.

 Georges-Francis "Johnny" Servoz-Gavin  va ser un pilot de curses automobilístiques francès que va arribar a disputar curses de Fórmula 1.
Va néixer el 18 de gener del 1942 a Grenoble, França i va morir el 29 de maig del 2006 al mateix lloc.

## A la F1
Johnny Servoz-Gavin va debutar a la segona cursa de la temporada 1967 (la divuitena temporada de la història) del campionat del món de la Fórmula 1, disputant el 7 de maig del 1967 el GP de Mònaco al circuit de Montecarlo.
Va participar en un total de tretze curses puntuables pel campionat de la F1, disputades en quatre temporades consecutives (1967-1970) aconseguint un podi com a millor classificació en una cursa i aconseguint un total de nou punts pel campionat del món de pilots.

## Resultats a la Fórmula 1
| Any  | Equip                       | Xassís | Motor    | 1       | 2       | 3       | 4   | 5   | 6       | 7       | 8   | 9     | 10      | 11    | 12      | 13  | Posició | Punts |
| ---- | --------------------------- | ------ | -------- | ------- | ------- | ------- | --- | --- | ------- | ------- | --- | ----- | ------- | ----- | ------- | --- | ------- | ----- |
| 1967 | Matra Sports                | Matra  | Cosworth | SUD     | MON Ret | HOL     | BEL | FRA | GBR     | ALE     | CAN | ITA   | USA     | MEX   |         |     | -       | 0     |
| 1968 | Matra International         | Matra  | Cosworth | SUD     | ESP     | MON Ret | BEL | HOL |         | GBR     | ALE | ITA 2 | CAN Ret | USA   | MEX Ret |     | 13è     | 6     |
| 1968 | Cooper Car Company          | Cooper | BRM      |         |         |         |     |     | FRA Ret |         |     |       |         |       |         |     | 13è     | 6     |
| 1969 | Matra International         | Matra  | Cosworth | SUD     | ESP     | MON     | HOL | FRA | GBR     | ALE Ret | ITA |       |         |       |         |     | 17è     | 1     |
| 1969 | Matra International         | Matra  | Cosworth |         |         |         |     |     |         |         |     | CAN 6 | USA NC  | MEX 8 |         |     | 17è     | 1     |
| 1970 | Tyrrell Racing Organisation | March  | Cosworth | SUD Ret | ESP 5   | MON NVQ | HOL | BEL | FRA     | GBR     | ALE | AUT   | CAN     | ITA   | USA     | MEX | 20è     | 2     |

### Resum
| Curses: | Victòries: | Pòdiums: | Poles: | Voltes ràpides: | Punts: |
| ------- | ---------- | -------- | ------ | --------------- | ------ |
| 13      | 0          | 1        | 0      | 0               | 9      |